# Kevin Connor
Kevin Connor (n. 24 septembrie 1937, Londra, Anglia, Regatul Unit) este un regizor de film și televiziune englez, producător și scenarist care lucrează în prezent la Hollywood.

## Viață și carieră
Connor s-a născut în Londra la 24 septembrie 1937 și a crescut în timpul celui de-al Doilea Război Mondial. Mai târziu a fost membru al echipelor de sunet ale unor filme, apoi monteur și în cele din urmă regizor. Este cel mai cunoscut pentru regizarea unor filmule fantastice de animație de aventură din anii 1970 ca  Ținutul uitat de timp, Al șaptelea continent, Lumea Atlantidei sau Aventură în Arabia.
A mai regizat filme ca From Beyond the Grave, Trial by Combat, Motel Hell sau The House Where Evil Dwells, precum și mini-seriale TV ca Goliath Awaits, North and South: Book II, The Return of Sherlock Holmes, Great Expectations, Liz: The Elizabeth Taylor Story, Mother Teresa: In the Name of God's Poor In the Beginning sau Frankenstein.
Connor a regizat un film biografic despre Roscoe "Fatty" Arbuckle, The Life of the Party, conform website-ului Dark Horizons.

## Filmografie
- 1973 From Beyond the Grave
- 1975 Ținutul uitat de timp (The Land That Time Forgot)
- 1976 Trial by Combat
- 1976 Al șaptelea continent (At the Earth's Core)
- 1977 The People That Time Forgot
- 1978 Lumea Atlantidei (Warlords of Atlantis)
- 1979 Aventură în Arabia (Arabian Adventure)
- 1980 Motel Hell
- 1981 Goliath Awaits
- 1982 The House Where Evil Dwells
- 1987 The Return of Sherlock Holmes
- 1993 Sunset Grill
- 1995 Liz: The Elizabeth Taylor Story
- 1996 The Little Riders
- 1997 Mother Teresa: In the Name of God's Poor
- 1999 Mary, Mother of Jesus
- 2000 In the Beginning
- 2002 Santa, Jr.
- 2004 Just Desserts
- 2004 Frankenstein
- 2004 A Boyfriend for Christmas
- 2006 Domestic Import
- 2006 Blackbeard
- 2009 Always and Forever

## Legături externe
- Kevin Connor la Internet Movie Database
- Kevin Connor la CineMagia